# Kochanówka Pustków
Kochanówka Pustków – stacja kolejowa na pograniczu miejscowości Pustków i Brzeźnica, w województwie podkarpackim, w Polsce. Jej nazwa pochodzi m.in. od znajdującej się nieopodal miejscowości Kochanówka. W 2009 zawieszono ruch pasażerski, który przywrócono po 12 latach - 1 września 2021. 15 grudnia 2024 przywrócono kursy pociągów pasażerskich przejeżdżających przez stację kolejową na odcinku Tarnobrzeg–Mielec–Dębica.
W czasie trwania II wojny światowej na stacji zbudowano suchy port dla potrzeb powstającego w Pustkowie-Osiedlu i Bliźnie nazistowskiego poligonu SS-Truppenübungsplatz Heidelager.

## Ruch pasażerski
| Rok  | Wymiana pasażerska na dobę |
| ---- | -------------------------- |
| 2017 | –                          |
| 2022 | 20-49                      |